# Sean Maguire
Sean Martin Michael Maguire (Ilford, Essex, 18 de abril de 1976) é um ator e cantor inglês, que chegou à fama em 1988, quando, aos 11 anos, assumiu o papel de "Tegs" Ratcliffe na série de drama Grange Hill , na qual permaneceu até 1992. Por um curto período de tempo após deixar Grange Hill ele atuou como Aidan Brosnan em EastEnders.Atuou também na série The Magicians a partir da 4°temporada com os personagens Dark King e Sr.Effingham até o ano passado quando a série chegou ao fim.

## Biografia
Já apareceu em vários filmes e teve sucesso moderado como cantor também. Ele também é conhecido nos Estados Unidos por seus papéis como Donovan Brink na sitcom da Eve, e como Kyle Lendo em The Class. Em 2013, assumiu o papel de Robin Hood na série Once Upon a Time.

## Filmografia

### Cinema
| Ano  | Filme                              | Personagem             | Notas         |
| ---- | ---------------------------------- | ---------------------- | ------------- |
| 1983 | Monty Python's The Meaning of Life | —                      |               |
| 1984 | A Voyage Round My Father           | —                      |               |
| 1992 | Waterland                          | Peter                  |               |
| 2000 | Out of Depth                       | Paul Nixon             |               |
| 2001 | Prince Charming                    | Prince 'Charming' John | filme para TV |
| 2005 | The Third Wish                     | Brandon                |               |
| 2007 | The Dukes                          | Dave                   |               |
| 2007 | L.A. Blues                         | Jack Davis             |               |
| 2008 | Meet the Spartans                  | Leonidas               |               |
| 2012 | Songs for Amy                      | Sean O'Malley          |               |

### Televisão
| Ano       | Série                                      | Personagem               | Notas                                           |  |
| --------- | ------------------------------------------ | ------------------------ | ----------------------------------------------- |  |
| 1988–1992 | Grange Hill                                | Terence 'Tegs' Ratcliffe | regular da série                                |  |
| 1991      | Dodgem                                     | Simon Leighton           |                                                 |  |
| 1992      | Growing Pains                              | Jason Begley             |                                                 |  |
| 1993      | The Bill                                   |                          | 1 episódio: A Better Life                       |  |
| 1993      | EastEnders                                 | Aidan Brosnan            | regular da série                                |  |
| 1995      | Dangerfield                                | Marty Dangerfield        |                                                 |  |
| 1997      | Dear Nobody                                | Chris Marshall           |                                                 |  |
| 1997      | A Man of Letters                           | Alan                     |                                                 |  |
| 1999      | Holby City                                 | Darren Ingram            | 2 episódios: Staying Alive (Parte 1 & 2)        |  |
| 2000      | Sunburn                                    | Lee Wilson               |                                                 |  |
| 2000      | Urban Gothic                               | Jude Redfield            | 1 episódio: Thirteen                            |  |
| 2001–2002 | Off Centre                                 | Euan Pierce              | regular da série                                |  |
| 2003–2006 | Eve                                        | Donovan Brink            | regular da série                                |  |
| 2006–2007 | The Class                                  | Kyle Lendo               | regular da série                                |  |
| 2009      | Cupid                                      | Dave                     | 1 episódio: Pilot                               |  |
| 2009      | Kröd Mändoon and the Flaming Sword of Fire | Kröd Mändoon             |                                                 |  |
| 2009      | Mister Eleven                              | Dan                      |                                                 |  |
| 2010      | Cold Case                                  | Phil                     | 1 episódio: Two Weddings                        |  |
| 2010      | CSI: NY                                    | Alex Brodevesky          | 1 episódio: The 34th Floor                      |  |
| 2010      | Undercovers                                | Clive                    | 1 episódio: Xerxes                              |  |
| 2011      | Bedlam                                     | Sean                     | 3 episódios                                     |  |
| 2011      | Lovelifes                                  | Blake                    |                                                 |  |
| 2011      | 71 Degrees North                           | Ele mesmo                |                                                 |  |
| 2011      | Death in Paradise                          | Marlon Collins           | 1 episódio                                      |  |
| 2012–2013 | Scott & Bailey                             | PC Sean McCartney        |                                                 |  |
| 2013      | Criminal Minds                             | Thane Parks              | 2 episódios: Brothers Hotchner & The Replicator |  |
| 2013      | Once Upon a Time in Wonderland             | Robin Hood               | 1 episódio: Forget me Not                       |  |
| 2013–2018 | Once Upon a Time                           | Robin Hood               | Regular da série                                |  |
| 2014      | The 7.39                                   | Ryan Cole                |                                                 |  |